# Konservator

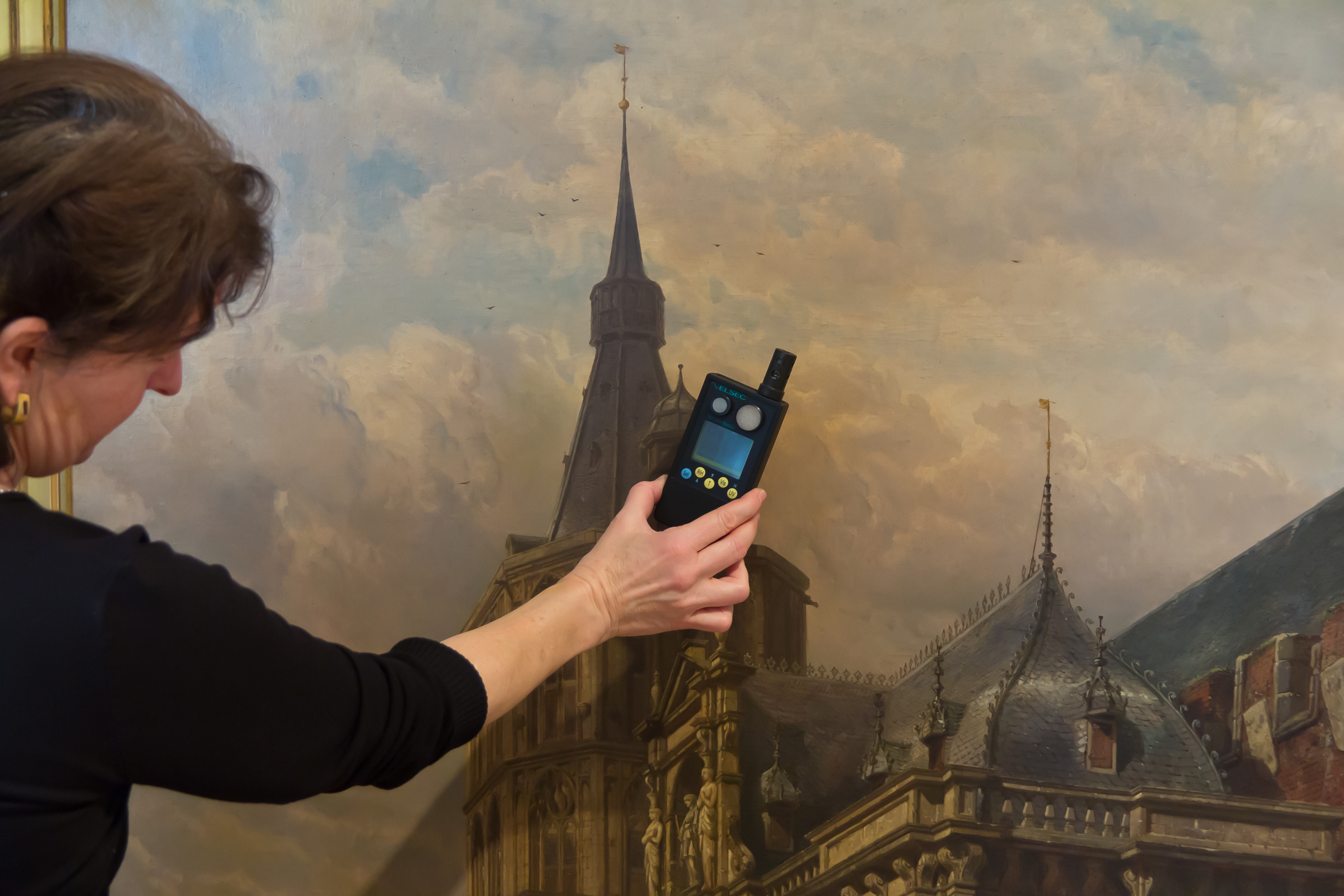
Eine Konservatorin misst die auf einem Gemälde eintreffende Lichtstärke vor Eröffnung einer Ausstellung im Kölnischen Stadtmuseum

Der Konservator (lateinisch für Bewahrer) ist für die Erforschung sowie Pflege und Instandhaltung von Denkmälern, Kunstwerken und Exponaten zuständig. Er ist in der Regel in Denkmalämtern und Museen beschäftigt. In deutschen Museen ist es die Laufbahnbezeichnung für Kuratoren.

## Deutschland
Konservator ist, neben der Beschreibung einer Tätigkeit, auch eine Laufbahnbezeichnung für Beamte und Angestellte in deutschen Sammlungen und Museen der Öffentlichen Hand sowie in der staatlichen und kirchlichen Denkmalpflege. Voraussetzung ist ein wissenschaftliches Hochschulstudium. Er gehört zum Höheren Dienst und wird nach Bundesbesoldungsordnung A (BBesO A) vergütet.
- Konservator oder Kustos (A 13) – vergleichbar mit Studienrat, Regierungsrat, Akademischer Rat
- Oberkonservator oder Oberkustos (A 14) – vergleichbar mit Oberstudienrat, Oberregierungsrat, Akademischer Oberrat
- Hauptkonservator oder Hauptkustos (A 15) – vergleichbar mit Studiendirektor, Regierungsdirektor, Akademischer Direktor
- Landeskonservator oder Museumsdirektor (A 16) – vergleichbar mit Oberstudiendirektor, Ministerialrat

Einstiegsmöglichkeiten in den Beruf bieten sich zum Beispiel über ein Studium der Kunstgeschichte mit dem Abschluss Kunsthistoriker, der Architektur, der Archäologie oder der Restaurierung sowie oft ergänzend ein anschließendes Aufbaustudium Denkmalpflege bzw. Volontariat an einem Denkmalamt oder in einem Museum.

## Frankreich
In Frankreich werden die im öffentlichen Dienst insbesondere von Ministerien wie dem Ministère de la Culture (Kulturministerium), dem Ministère de l’Éducation nationale et de la Recherche (Bildungs- und Forschungsministerium), der Stadt Paris und verschiedenen Körperschaften öffentlichen Rechts abhängigen, beamteten Konservatoren unter dem Oberbegriff conservateurs du patrimoine (Konservator des Kulturerbes) zusammengefasst. Sie untergliedern sich in mehrere, nach folgenden Betätigungsfeldern unterschiedene Berufsgruppen: Archäologie, Archivwesen, Monuments historiques, Museologie und Inventar. In einer weiteren Gruppe werden jene Konservatoren zusammengefasst, die sich mit dem Kulturerbe aus Wissenschaft und Technologie oder mit naturwissenschaftlichen Sammlungen und Naturparks auseinandersetzen.
Die entsprechenden Berufsbezeichnungen sind conservateur de l’archéologie (Konservator der Archäologie), conservateur des archives (Konservator der Archive), conservateur des monuments historiques (Konservator der historischen Monumente), conservateur des musées (Museumskonservator), conservateur de l’inventaire (Konservator des Inventars), conservateur du patrimoine scientifique, technique et naturel (Konservator des wissenschaftlichen, technischen und natürlichen Erbes).
Die Anwärter auf vorgenannte Posten absolvieren nach dem Erwerb einer licence oder einer als gleichwertig anerkannten Ausbildung oder Laufbahn, und der erfolgreichen Teilnahme an einer concours (Wettbewerb) genannten Aufnahmeprüfung eine auf ihr späteres Betätigungsfeld ausgerichtete fachspezifische Zusatzausbildung am Institut national du patrimoine (inp) in Paris. Die École du Louvre bereitet die Kandidaten in einer spezifischen classe préparatoire auf diesen Wettbewerb vor.
In Frankreich existiert des Weiteren das Berufsbild des conservateur des bibliothèques (Konservator der Bibliotheken). Die Voraussetzungen zur Aufnahme in den entsprechenden Studiengang an der unter der Schirmherrschaft des Ministère de l’Éducation nationale et de la recherche stehenden École nationale supérieure des sciences de l’informatique et des bibliothèques (ENSSIB, Villeurbanne) entsprechen den vorstehend für den conservateur du patrimoine genannten. Die Ausbildung dauert drei Semester und umfasst ein Praktikum.
Die Konservatoren der Archive und jene der Bibliotheken können ihr Studium an der École nationale des chartes fortsetzen (siehe dort).